# Guldpalmen
Guldpalmen (franska: La Palme d'or, "Gyllene Palmbladet") är det mest prestigefyllda filmpriset av dem som utdelas vid filmfestivalen i Cannes. Vinnarfilmen väljs av en jury bland de filmer som ingår i festivalens sélection officielle och delas ut till regissören.
Guldpalmen har delats ut varje år sedan 1955 utom 1968, på grund av Majrevolten. 1939–1954 (utom vissa år, se nedan) titulerades priset Grand Prix du Festival international du Film.

## Vinnare
Grand Prix du Festival international du Film (1939–1954)
| År   | Film                  | Regissör                      | Land            |
| ---- | --------------------- | ----------------------------- | --------------- |
| 1939 | Union Pacific         | Cecil B. DeMille              | USA             |
| 1946 | Den röda jorden       | Bodil Ipsen och Lau Lauritzen | Danmark         |
| 1946 | Symphonie pastorale   | Jean Delannoy                 | Frankrike       |
| 1946 | Neecha Nagar          | Chetan Anand                  | Indien          |
| 1946 | Rom – öppen stad      | Roberto Rossellini            | Italien         |
| 1946 | María Candelaria      | Emilio Fernández              | Mexiko          |
| 1946 | Sista chansen         | Leopold Lindtberg             | Schweiz         |
| 1946 | Kort möte             | David Lean                    | Storbritannien  |
| 1946 | Hets                  | Alf Sjöberg                   | Sverige         |
| 1946 | Muzi bez krídel       | František Čáp                 | Tjeckoslovakien |
| 1946 | Den stora vändpunkten | Fridrikh Ermler               | Sovjetunionen   |
| 1946 | Förspillda dagar      | Billy Wilder                  | USA             |
| 1949 | Den tredje mannen     | Carol Reed                    | Storbritannien  |
| 1951 | Miraklet i Milano     | Vittorio De Sica              | Italien         |
| 1951 | Fröken Julie          | Alf Sjöberg                   | Sverige         |
| 1952 | För två styver hopp   | Renato Castellani             | Italien         |
| 1952 | Othello               | Orson Welles                  | USA             |
| 1953 | Fruktans lön          | Henri-Georges Clouzot         | Frankrike       |
| 1954 | Helvetets port        | Teinosuke Kinugasa            | Japan           |

Palme d'or (1955–1963)
| År   | Film                        | Regissör                              | Land          |
| ---- | --------------------------- | ------------------------------------- | ------------- |
| 1955 | Marty                       | Delbert Mann                          | USA           |
| 1956 | Den tysta världen           | Jacques-Yves Cousteau och Louis Malle | Frankrike     |
| 1957 | Folket i den lyckliga dalen | William Wyler                         | USA           |
| 1958 | Och tranorna flyga          | Mikhail Kalatozov                     | Sovjetunionen |
| 1959 | Orfeu Negro                 | Marcel Camus                          | Frankrike     |
| 1960 | Det ljuva livet             | Federico Fellini                      | Italien       |
| 1961 | En man kom tillbaka         | Henri Colpi                           | Frankrike     |
| 1961 | Viridiana                   | Luis Buñuel                           | Mexiko        |
| 1962 | Löftet                      | Anselmo Duarte                        | Brasilien     |
| 1963 | Leoparden                   | Luchino Visconti                      | Italien       |

Grand Prix du Festival international du Film (1964–1974)
| År   | Film | Regissör                                                                                                   | Land |
| ---- | --- | --- | --- |
| 1964 | Paraplyerna i Cherbourg                                                                                    | Jacques Demy                                                                                               | Frankrike                                                                                                  |
| 1965 | Greppet | Richard Lester                                                                                             | Storbritannien                                                                                             |
| 1966 | En man och en kvinna                                                                                       | Claude Lelouch                                                                                             | Frankrike                                                                                                  |
| 1966 | Otrogen på italienska                                                                                      | Pietro Germi                                                                                               | Italien |
| 1967 | Blow-up – förstoringen                                                                                     | Michelangelo Antonioni                                                                                     | Storbritannien                                                                                             |
| 1968 | Festivalen inställd och inget pris delades ut, på grund av händelserna i Paris i maj 1968, se Majrevolten. | Festivalen inställd och inget pris delades ut, på grund av händelserna i Paris i maj 1968, se Majrevolten. | Festivalen inställd och inget pris delades ut, på grund av händelserna i Paris i maj 1968, se Majrevolten. |
| 1969 | If.... | Lindsay Anderson                                                                                           | Storbritannien                                                                                             |
| 1970 | M*A*S*H | Robert Altman                                                                                              | USA |
| 1971 | Budbäraren                                                                                                 | Joseph Losey                                                                                               | Storbritannien                                                                                             |
| 1972 | Arbetarklassen kommer till paradiset                                                                       | Elio Petri                                                                                                 | Italien |
| 1972 | Fallet Mattei                                                                                              | Francesco Rosi                                                                                             | Italien |
| 1973 | Föraktet                                                                                                   | Alan Bridges                                                                                               | Storbritannien                                                                                             |
| 1973 | Fågelskrämman                                                                                              | Jerry Schatzberg                                                                                           | USA |
| 1974 | Avlyssningen                                                                                               | Francis Ford Coppola                                                                                       | USA |

Palme d'or (1975–)
| År   | Film                                        | Regissör                                                                     | Land               |
| ---- | ------------------------------------------- | ---------------------------------------------------------------------------- | ------------------ |
| 1975 | De glödande åren                            | Mohammed Lakhdar-Hamina                                                      | Algeriet           |
| 1976 | Taxi Driver                                 | Martin Scorsese                                                              | USA                |
| 1977 | Padre padrone                               | Paolo och Vittorio Taviani                                                   | Italien            |
| 1978 | Träskoträdet                                | Ermanno Olmi                                                                 | Italien            |
| 1979 | Apocalypse                                  | Francis Ford Coppola                                                         | USA                |
| 1979 | Blecktrumman                                | Volker Schlöndorff                                                           | Västtyskland       |
| 1980 | Kagemusha – spökgeneralen                   | Akira Kurosawa                                                               | Japan              |
| 1980 | Showtime                                    | Bob Fosse                                                                    | USA                |
| 1981 | Järnmannen                                  | Andrzej Wajda                                                                | Polen              |
| 1982 | Försvunnen                                  | Costa-Gavras                                                                 | USA                |
| 1982 | Yol                                         | Yılmaz Güney och Şerif Gören                                                 | Turkiet            |
| 1983 | Balladen om Narayama                        | Shohei Imamura                                                               | Japan              |
| 1984 | Paris, Texas                                | Wim Wenders                                                                  | Västtyskland       |
| 1985 | När pappa var borta på affärsresa           | Emir Kusturica                                                               | Jugoslavien        |
| 1986 | The Mission                                 | Roland Joffé                                                                 | Storbritannien     |
| 1987 | Sous le soleil de Satan                     | Maurice Pialat                                                               | Frankrike          |
| 1988 | Pelle Erövraren                             | Bille August                                                                 | Danmark            |
| 1989 | Sex, lögner och videoband                   | Steven Soderbergh                                                            | USA                |
| 1990 | Wild at Heart                               | David Lynch                                                                  | USA                |
| 1991 | Barton Fink                                 | Joel Coen och Ethan Coen                                                     | USA                |
| 1992 | Den goda viljan                             | Bille August                                                                 | Sverige            |
| 1993 | Farväl, min konkubin                        | Chen Kaige                                                                   | Kina               |
| 1993 | Pianot                                      | Jane Campion                                                                 | Nya Zeeland        |
| 1994 | Pulp Fiction                                | Quentin Tarantino                                                            | USA                |
| 1995 | Underground                                 | Emir Kusturica                                                               | Frankrike          |
| 1996 | Hemligheter och lögner                      | Mike Leigh                                                                   | Storbritannien     |
| 1997 | Smak av körsbär                             | Abbas Kiarostami                                                             | Iran               |
| 1997 | Ålen                                        | Shohei Imamura                                                               | Japan              |
| 1998 | Evigheten och en dag                        | Theo Angelopoulos                                                            | Grekland           |
| 1999 | Rosetta                                     | Jean-Pierre Dardenne och Luc Dardenne                                        | Belgien            |
| 2000 | Dancer in the Dark                          | Lars von Trier                                                               | Danmark            |
| 2001 | Ett rum i våra hjärtan                      | Nanni Moretti                                                                | Italien            |
| 2002 | The Pianist                                 | Roman Polanski                                                               | Frankrike Polen    |
| 2003 | Elephant                                    | Gus Van Sant                                                                 | USA                |
| 2004 | Fahrenheit 9/11                             | Michael Moore                                                                | USA                |
| 2005 | Barnet                                      | Jean-Pierre Dardenne och Luc Dardenne                                        | Belgien            |
| 2006 | Frihetens pris                              | Ken Loach                                                                    | Storbritannien     |
| 2007 | 4 månader, 3 veckor och 2 dagar             | Cristian Mungiu                                                              | Rumänien           |
| 2008 | Mellan väggarna                             | Laurent Cantet                                                               | Frankrike          |
| 2009 | Det vita bandet                             | Michael Haneke                                                               | Österrike          |
| 2010 | Farbror Boonmee som minns sina tidigare liv | Apichatpong Weerasethakul                                                    | Thailand           |
| 2011 | The Tree of Life                            | Terrence Malick                                                              | USA                |
| 2012 | Amour                                       | Michael Haneke                                                               | Österrike          |
| 2013 | Blå är den varmaste färgen                  | Abdellatif Kechiche (samt skådespelarna Adèle Exarchopoulos och Léa Seydoux) | Frankrike Tunisien |
| 2014 | Vinterdvala                                 | Nuri Bilge Ceylan                                                            | Turkiet            |
| 2015 | Dheepan                                     | Jacques Audiard                                                              | Frankrike          |
| 2016 | Jag, Daniel Blake                           | Ken Loach                                                                    | Storbritannien     |
| 2017 | The Square                                  | Ruben Östlund                                                                | Sverige            |
| 2018 | Shoplifters                                 | Hirokazu Kore-eda                                                            | Japan              |
| 2019 | Parasit                                     | Bong Joon-ho                                                                 | Sydkorea           |
| 2021 | Titane                                      | Julia Ducournau                                                              | Frankrike Belgien  |
| 2022 | Triangle of Sadness                         | Ruben Östlund                                                                | Sverige            |
| 2023 | Fritt fall                                  | Justine Triet                                                                | Frankrike          |
| 2024 | Anora                                       | Sean Baker                                                                   | USA                |
| 2025 | It Was Just an Accident                     | Jafar Panahi                                                                 | Iran               |